# Джак Ричър
„Джак Ричър“ (на английски: Jack Reacher) е американски игрален филм на Кристофър Маккуори по романа на Лий Чайлд „Един изстрел“. В главната роля е Том Круз. Премиерата в САЩ се състои на 21 декември 2012 година, а в България – една седмица по-късно.

## Сюжет
Когато стрелец отнема живота на пет души с шест изстрела, всички улики сочат срещу задържания заподозрян. При разпита заподозреният предава единствено бележка, гласяща: „Извикайте Джак Ричър!“ Така започва едно невероятно търсене на истината, което изправя Джак Ричър срещу неочакван враг, служещ си с насилие и криещ тайни.